# Tyra Banks
Pour les articles homonymes, voir Banks.
Tyra Banks, née le 4 décembre 1973 à Inglewood (Californie), est une productrice et animatrice de télévision, mannequin et actrice américaine. Elle est aussi occasionnellement écrivain, photographe et chanteuse.
Elle est remarquée en tant que mannequin pour son physique, dès l’âge de 15 ans et devient l’égérie de plusieurs grandes marques dont Victoria's Secret, Yves Saint Laurent, Dolce & Gabbana, Chanel, Pepsi et Nike. Elle est la première Afro-Américaine à faire la couverture des prestigieux magazines GQ et Sports Illustrated Swimsuit. Régulièrement nommée dans le top des plus belles femmes du monde depuis 1997, Tyra Banks prête sa silhouette à de nombreuses marques cosmétiques comme Cover Girl, et apparaît en couverture de magazines internationaux comme Vogue et Elle. Également en 1997, elle reçoit le Michael Award du Super-model de l’année et en novembre 2008, elle est nommée femme de l’année (catégorie média Mogul) par Glamour Magazine aux côtés de Hillary Clinton et de Condoleezza Rice. Depuis juillet 2008, sa statue de cire est exposée au musée de Madame Tussauds à Londres, au Royaume-Uni.
Tyra Banks est aussi la productrice et l’animatrice de ses propres émissions télévisées (comme America's Next Top Model ou The Tyra Banks Show). Elle s’est retirée des podiums depuis 2005.
Surnommée « la princesse du talk show » ou « Every Woman » (« chaque femme ») par le magazine Examiner, Tyra Banks s'engage dans des causes qui lui tiennent à cœur comme l’écologie ou à la souffrance des jeunes filles et femmes avec sa fondation, TZone.

## Biographie

### Famille et enfance
Tyra Lynne Banks, née à Inglewood (Californie), est la fille de Carolyn London, une photographe et de Donald Banks, un spécialiste informatique. Elle a un frère, Devin Banks, qui travaille sur Air Force One. Ses parents divorcent l'année de ses six ans.
Elle poursuit ses études dans les écoles John Burroughs Middle School et Immaculate Heart School à Los Angeles dont elle sort diplômée en 1991. Elle est admise à l’université de Californie à Los Angeles (UCLA) pour la formation de producteur de films, mais préfère poursuivre sa carrière de mannequin.

### Carrière

#### Mannequinat
La carrière de mannequinat de Tyra Banks décolle vraiment à ses 17 ans quand elle signe un contrat avec l'agence Elite et qu'elle s'envole pour Paris en 1993. Sa présence et son aisance sur les podiums lui permettent d'être l'égérie de plusieurs grandes marques, à savoir Swatch, XOXO, LensCrafters, Tommy Hilfiger, Ralph Lauren, Escada, Anna Sui, Michael Kors, Liz Claiborne, Isaac Mizrahi, Got Milk?, Richard Tyler… Elle fait aussi des défilés à Milan (Italie) ou Londres (Royaume-Uni).
De retour aux États-Unis en 1997, elle fut la première Afro-américaine à poser pour les magazines GQ et de Sports Illustrated ; également en 1997, elle est choisie pour la couverture du catalogue Victoria's Secret, faisant d'elle le premier mannequin afro-américain à être honoré, mais surtout à être l’égérie pendant 7 ans (de 1998 à 2005).
Par ailleurs, elle a fait la couverture de plusieurs magazines dont Italian Maxim en 1999, Cosmopolitan, People Magazine (en 2007 pour son « fight back »), Harper's Bazaar en août 2008 (où elle représentait Michelle Obama), The New York Times Magazine où elle déclare posséder 275 façons de sourire (juin 2008), Italian Vogue (juillet 2008), V Editorial, Essence magazine, Entertainement Magazine (octobre 2008) et Ebony (novembre 2008) et en septembre 2009, elle a fait la couverture de Hampton Magazine.
En 1994 et 1996, elle est nommée parmi l'une des cinquante plus belles personnalités au monde, et en 2000 tout comme en 2008 et 2009, elle fut nommée deuxième parmi les dix femmes les plus sexy au monde. Elle est apparue pour la dernière fois sur un podium lors du défilé annuel de Victoria's Secret en novembre 2005.

#### Télévision
La carrière de Tyra Banks a commencé lors de la quatrième saison de la série Le Prince de Bel-Air. Elle jouait le rôle de Jackie Ames, une guide amie de Will Smith, durant sept épisodes. Elle a aussi joué dans d'autres films tels que : Felicity, MADtv, Nick Cannon's Wild 'n Out. Elle est également apparue comme invitée dans le talk-show Space Ghost Coast to Coast dans l'épisode Chinatown, The Oprah Winfrey Show (1999, 2000 et 2009), The Ellen Degeneres Show (2004 et 2006), The View (2004, 2006, 2008), The Price Is Right, The Jimmy Kimmel Show, Larry King en 2007 et 2009, Rachel Ray (The Rachel Ray Show) en 2009. Elle joue également son propre rôle dans le film Hannah Montana, le film en 2009. En 2010 elle joue le rôle de Ursula Nyquist dans le 4e épisode de la saison 3 de la série Gossip Girl. Elle a également fait une apparition en tant que bibliothécaire dans la série pour ado Shake it up diffusé sur Disney Channel.
En 2013, elle fait une apparition dans le sixième épisode de la saison 5 de Glee où elle joue la directrice d'une agence de modèles.

#### Livres et musique
En 1998, Banks publie son premier livre intitulé Tyra's Beauty, Inside and Out qui est une ressource pour aider les femmes en matière de beauté, d’estime, de confiance en soi.
Tyra Banks est apparue dans plusieurs clips vidéo dont Black or White de Michael Jackson, Love Thing de Tina Turner, Trife Life de Mobb Deep et Too Funky de George Michael.
En 2004, elle enregistra son premier single Shake Ya Body, un clip vidéo avec les six finalistes de la 2e saison d'America's Next Top Model, où elle dit « Singing has been a passion of mine for a long, long time… six years on the down low - been ducking in and out of studios cutting tracks ». Et plus tard dans son talk-show en 2007 (The Tyra Banks Show), elle a dit : « I can't believe I wasted six years of doing something that I didn't finish… I was almost able to release my album T.Y.R.A., but since my music career hit rock bottom, I quit ».
Tyra Banks a aussi chanté un duo en 2004 au NBA TV avec le basketteur NBA Kobe Bryant (album K.O.B.E.), et elle est actuellement la chanteuse de la chanson d’ouverture de America’s Next Top Model.

#### Productrice

##### Émissions de téléréalité

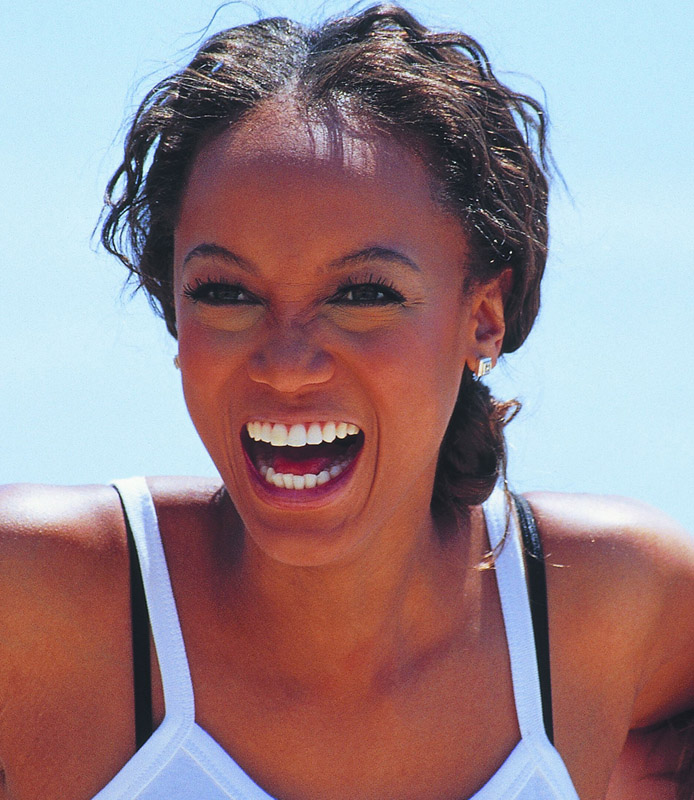
Tyra Banks à Cannes en 2000.

Depuis 2003, Tyra Banks a décidé de « passer la torche de mannequinat », et a créé America's Next Top Model (en français Top Model USA, émission diffusée notamment sur la chaîne française Direct Star) dont elle est coproductrice et juge principale. Une émission très populaire qui est diffusée dans plus de 170 pays, dont 17 s’en ont inspiré pour faire leur propre version.
Tyra Banks est aussi la coproductrice de l’émission Stylista diffusée aussi depuis 2008 sur la chaîne CW. C’est un peu le même concept qu’America’s Next Top Model, sauf qu'il y est question de mode.
Par ailleurs, elle coproduit avec Ashton Kutcher depuis janvier 2009 l’émission True Beauty diffusée sur la chaîne ABC dont l’objectif est de rechercher la beauté physique et surtout intérieure des candidat(e)s.
En 2016 elle devient la conseillère d'Arnold Schwarzenegger dans l'émission de télévision The Celebrity Apprentice.

##### The Tyra Banks Show
Tyra Banks est la coproductrice, la présentatrice et l’animatrice de The Tyra Banks Show, une émission informative et de divertissement, inspirée de celle de The Oprah Winfrey Show, et qui est diffusée depuis le 12 septembre 2005 sous le slogan « Every woman has a story… and it happened to Tyra too » (littéralement « chaque femme a une histoire… et Tyra l'a vécue aussi »). Dans ce talk-show, elle revient sur son enfance et adolescence, expliquant les problèmes qu'elle a vécus.
Elle dit se voir confier d’une mission qui est d’aider les femmes à poursuivre et à réaliser leur but suprême ou le rêve de leur vie : « Donner envie aux gens de poursuivre leurs propres rêves et fantasmes à travers le divertissement m'enthousiasme, c'est séduisant, exaltant et bien sûr amusant ! C'est la réalisation de mon rêve ! » ("I’m passionate about inspiring  people to fulfill their own dreams and fantasies through entertainment that is engaging, uplifting, and of course, fun! This is my dream realized.").
Tyra Banks fait face à sa peur des obèses dans son émission The Tyra Banks Show en 2006. En novembre 2006, elle fait une parodie du clip de la chanteuse Beyonce (Déjà vu).
Elle donne également des conseils aux femmes dans des domaines tels que la mode, les relations sentimentales et autres. Depuis juillet 2007 le show, dont les deux premières saisons ont été enregistrées dans la ville natale de Tyra Banks à Los Angeles, s'est déplacé à New York.
En août 2009, elle a fait un demi-striptease à Union Square sur le fait qu’elle allait révéler ses cheveux naturels le 8 septembre 2009 qu’elle a déclaré National natural hair day (journée nationale des cheveux naturels), avec comme guest star le blogueur Perez Hilton, qui la surnomme « Tyrannosaurus ».
En fin décembre 2009, Tyra Banks annonça via son site que la 5e saison de The Tyra Banks Show sera la dernière, car elle souhaiterait se concentrer sur la production et la réalisation de films.

##### Films
En novembre 2008, Tyra Banks a produit son premier film, The Clique, qui est sorti directement en DVD. C’est un film tiré du best-seller du magazine New-York Times (The Clique).

#### Magazine
Tyra Banks veut vraiment rester connectée avec ses fans pour partager ses opinions ou idées, comme elle le fait sur Twitter. En effet, depuis le 31 août 2009, elle veut s’investir dans le net, elle a déclaré dans une interview sur ABC News et Todays news, qu’elle va mettre en ligne un magazine du même nom que son livre publié en 1998 : Tyra's Beauty Inside & Outside et qui sera en ligne dès le 8 septembre suivant. Ce sera un magazine qui se focalisera dans des domaines débattus dans son émission (The Tyra Banks Show), comme la beauté, les relations amoureuses ou la confiance en soi, mais elle déclare que ce seront des conseils qui seront le plus basés sur son point de vue personnel.

## Œuvres caritatives
En 1998, Tyra Banks a créé la fondation Tzone qui organise un camp d’été annuel pour les adolescentes et dont le but est de les rendre autonomes et de renforcer leur amour propre. Aujourd’hui, l’organisation a été changée et est devenue un organisme qui aide toujours les adolescentes, mais aussi les femmes à faibles revenus dans le but de favoriser des relations et soutiens féminins.

## Influence
Tyra Banks a été classée parmi les femmes les plus influentes du monde par le Forbes Magazine depuis 2007. En juin 2008, le New-York Times a publié un article sur elle avec le sujet suivant : « Martha, Oprah, Tyra… is she the next biggest Female… ? »
Les journalistes font le plus souvent des comparaisons entre Oprah Winfrey qu’ils considèrent comme la « maman de l’Amérique » et Tyra Banks comme « la grande sœur cool ».
Son émission The Tyra Banks Show est considérée comme l’émission le plus regardée par la catégorie d’âge des 18-34 ans[réf. nécessaire].

## Récompenses
En 2008, Tyra Banks a été honorée par le BET Award pour sa belle carrière de mannequinat et son travail dans ses émissions télévisées. Elle a aussi été récompensée par cinq Fashion Award sur 14 nominations, pour son émission The Tyra Banks Show dans le domaine de la mode et de la beauté.
En avril 2008, pour l’anniversaire des 500 épisodes de son émission The Tyra Banks Show, le maire de New-York, Michael Bloomberg, lui a remis le prix Proclamation de la ville.
En juin 2008, son Talk Show a gagné le prix Daytime Emmy Award dans la catégorie des Talk-show Informative.
En mars 2009, elle a reçu le prix GLAAD Media des Gay & Lesbian Alliance Against Defamation (GLAAD, une association américaine d'homosexuels contre la diffamation) pour son œuvre contre les préjudices et les injustices dans son talk show America's next top model.
En août 2009, elle a gagné le Daytime Emmy Award dans la catégorie des Talk-Show Informative.

## Vie privée
Tyra Banks est la marraine des filles de son amie Kimora Lee Simmons. Elle est sortie avec le chanteur et producteur John Singleton en 1993, le chanteur Britannique Seal en 1996, ainsi que le joueur de la NBA Chris Webber, pendant trois ans, jusqu'à ce que leur relation s'arrête en 2004,. Tyra Banks a aussi été en couple avec le joueur Derek Jeter.
En 2006, elle a consacré une émission entière sur le thème Professional Athletes And The Woman Who Love Them (les athlètes professionnels et les femmes qui les aiment). En 2005, elle a invité sa rivale de longue date, Naomi Campbell, dans son émission The Tyra Banks Show, pour une réconciliation,.
En 2005, l'ancienne ange de Victoria's Secret tenta l'expérience "une journée dans la peau ou la vie d'une femme obèse de plus 300 kilos", ou encore "dans la peau ou la vie d'un homme pour un jour".
Tyra Banks avait pris une trentaine de kilos en 2007 et avait lancé son mouvement So What (et alors) pour répondre aux tabloïds et aux blogs qui la traitaient de "grosse fille". En novembre 2009, elle perd 15 kg et révèle son secret pour le mouvement qu'elle appela get fit get healthy.
En mars 2009, elle a déclaré avoir été victime d'une relation "mentalement abusive" quand âgé d'une vingtaine d'années, dans l'émission de Oprah Winfrey (The Oprah Winfrey Show) sur le thème des "violences domestiques" en réponse à l'agression de Chris Brown envers Rihanna.
En août 2009, elle a démenti via son profil Twitter les rumeurs sur ses fiançailles avec son petit ami John Utendahl, et avec qui elle sort depuis 2007.
Elle fréquente, depuis août 2008, l'homme d'affaires québécois Louis Bélanger-Martin.
En 2012, elle fréquente le photographe Erik Asla avec qui elle aura un fils (York, né par mère porteuse en 2016). Après 5 ans de relation, leur rupture est annoncée en 2017.

## Filmographie

### Longs-métrages
- 1995 : Fièvre à Columbus University (Higher Learning) de John Singleton : Deja
- 1997 : A Woman Like That de David E. Talbert (en) : elle-même
- 1999 : Allergique à l'amour (Love Stinks) de Jeff Franklin : Holly Garnett
- 2000 : Love and Basketball de Gina Prince-Bythewood : Kyra Kessler
- 2000 : Coyote Girls (Coyote Ugly) de David McNally : Zoe
- 2002 : Halloween : Resurrection de Rick Rosenthal : Nora
- 2004 : Larceny de Irving Schwartz : elle-même
- 2007 : Mr. Woodcock de Craig Gillespie et David Dobkin : elle-même
- 2008 : Tonnerre sous les tropiques de Ben Stiller : elle-même
- 2009 : Hannah Montana, le film de Peter Chelsom : elle-même

### Longs-métrages d'animation
- 2002 : Huit nuits folles d'Adam Sandler (Eight Crazy Nights) de Seth Kearsley : la robe Victoria's Secret

### Courts-métrages
- 1994 : Extra Terrorestrial Alien Encounter : l'hôtesse
- 2004 : Tyra Banks: Shake Ya Body : elle-même
- 2010 : Sue Wong: Beauty. Magic. Transformation. : elle-même

### Télévision

#### Téléfilms
- 2000 : Grandeur nature (Life-Size) de Mark Rosman : Eve
- 2018 : Life-Size 2: A Christmas Eve de Steven Tsuchida : Eve[29]

#### Séries télévisées
- 1993 : Le Prince de Bel-Air : Jackie Ames (8 épisodes[30])
- 1997 : New York Undercover : Natasha Claybourne (3 épisodes[31])
- 1999 : Happily Ever After: Fairy Tales for Every Child : Barbie Q. Pepper (animation, voix originale - saison 3, épisode 1)
- 1999 : The Hughleys (en) : Nicole (saison 2, épisode 4)
- 2000 : Mad TV : Katisha (2 épisodes[32])
- 2000 : Felicity : Jane Scott (saison 3, épisodes 6, 7 et 8)
- 2001 : Soul Food : Les Liens du sang : Nina Joseph (saison 1, épisode 13)
- 2004 : All of Us (en) : Roni (saison 1, épisode 17)
- 2004 : Mes plus belles années : Carolyn Gill (saison 2, épisode 17)
- 2009 : Gossip Girl : Ursula Nyquist (saison 3, épisode 4)
- 2012-2013 : Shake It Up : Mlle Burke (saison 2, épisode 16 / saison 3, épisode 10)
- 2013 : Glee : Bichette (saison 5, épisode 6)
- 2016 : Black-ish : Gigi (saison 2, épisode 11 / saison 3, épisode 10)

### Comme animatrice
- 2017-2018 : America's Got Talent (depuis la saison 12) : animatrice
- 2003-2015, 2017-2018 : America's Next Top Model : animatrice / juge (291 épisodes)
- 2005-2011 : The Tyra Banks Show (en)
- 2013 : Norway's Next Top Model (en) : juge (saison 12, épisode 8)
- 2013 : Asia's Next Top Model (en) : juge (saison 1, épisode 13)
- 2015-2016 : FABLife (en) (69 épisodes)
- 2015 : Australia's Next Top Model (en) : juge (saison 9, épisode 10)

### Comme productrice
- 2003-2018 : America's Next Top Model (productrice exécutive - 252 épisodes / productrice associée - 1 épisode[33])
- 2008 : Australia's Next Top Model (en) (co-productrice d'un épisode[34])
- 2008-2009 : Stylista (en) (productrice exécutive - 8 épisodes[35])
- 2008 : The Clique
- 2008-2010 : The Tyra Banks Show (en) (productrice exécutive - 155 épisodes[36])
- 2009-2010 : True Beauty (productrice exécutive - 4 épisodes[37])
- 2011 : Danmarks Næste Topmodel (en) (1 épisode[38])
- 2015 : FABLife (en) (productrice exécutive - 1 épisode[39])
- 2018 : Life-Size 2: A Christmas Eve (productrice exécutive)

### Clips vidéos
- 1991 : Black or White de Michael Jackson
- 1992 : Too Funky de George Michael
- 2017 : Childs Play de Drake